# La Guerre sociale (1906)
Pour les articles homonymes, voir La Guerre sociale.
La Guerre sociale (1906-1916) est un journal antimilitariste fondé par Gustave Hervé, Miguel Almereyda et Eugène Merle, qui rassemble, à l'origine, des socialistes révolutionnaires et des anarchistes sur une ligne communiste libertaire.
Il promeut une stratégie de « concentration révolutionnaire » centrée sur un antimilitarisme « insurrectionnel ».

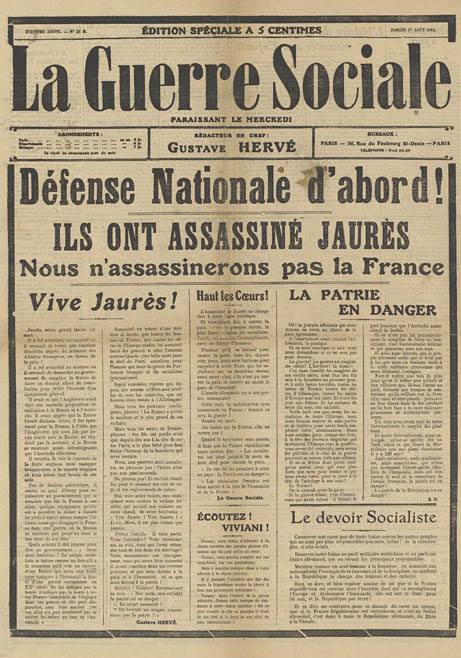
La Guerre Sociale.Édition du 1er aout 1914, au lendemain de l’assassinat de Jaurès.

## Journal relativement influent
Proche du syndicalisme révolutionnaire et membre de l'Association internationale antimilitariste, Gustave Hervé fonde l’hebdomadaire La Guerre sociale le 19 décembre 1906.
Il devient le grand journal antimilitariste de la Belle Époque, tirant à 50 000 exemplaires.
On y trouve notamment des articles de Gustave Hervé, Victor Méric, Miguel Almereyda, Eugène Merle, René de Marmande, Jean De Boë, Madeleine Pelletier et Louis Perceau mais aussi des caricatures d’Aristide Delannoy et Jules Grandjouan et des textes de Gaston Couté.
La Guerre sociale tire vers 1910 à 60 000 exemplaires et à 52 000 en 1912; selon l'historien Jean Touchard, elle tirait à environ 50 000 exemplaires en 1914, contre 100 000 pour L'Humanité .
Après la conversion de Gustave Hervé au nationalisme entre 1912 et 1914, La Guerre sociale ralliée à l'Union sacrée devient La Victoire en 1916.